# Верхни Уфалей
Верхни Уфалей (на руски: Верхний Уфалей) е град в Челябинска област, Русия. Населението му към 1 януари 2018 година е 27 498 души.